# فرناندو فلورس
فرناندو فلورس (انگلیسی: Fernando Flores؛ زادهٔ ۹ ژانویهٔ ۱۹۴۳) سیاست‌مدار، فیلسوف، و اقتصاددان اهل شیلی است. او وزیر کابینه رئیس‌جمهور سالوادور آلنده و سناتور مناطق آریکا و پریناکوتا و تاراپاکا در بین سالهای ۲۰۰۱ تا ۲۰۰۹ میلادی بود.